# Ацетамид
Ацетамид CH3CONH2 — амид уксусной кислоты.

## Физические и химические свойства
Ацетамид представляет собой игольчатые кристаллы с мышиным запахом, расплывающиеся на влажном воздухе. Хорошо растворим в воде, горячем спирте и ряде органических растворителей, практически нерастворим в бензоле и эфире.
Ацетамид является довольно устойчивым соединением: практически не разлагается при температуре своего кипения при нормальном давлении (221,5 °C), очень медленно разлагается холодными кислотами и щелочами. С горячей щёлочью даёт соответствующий ацетат и аммиак, при кипячении с водным раствором кислоты даёт уксусную кислоту и соответствующую соль аммония. Перегретым водным паром ацетамид разлагается на уксусную кислоту и аммиак.
Ацетамид амфотерен: при взаимодействии с сильными неорганическими кислотами образует нестойкие соли:
{\displaystyle {\mathsf {CH_{3}CONH_{2}+HCl\rightarrow [CH_{3}CONH_{3}]Cl}}}
способен давать соли с щелочами:
{\displaystyle {\mathsf {CH_{3}CONH_{2}+KOH\rightarrow CH_{3}CONHK+H_{2}O}}}
Нагревание ацетамида в токе сухого HCl даёт хлорид аммония и диацетамид (CH3CO)2NH.
При дегидратации ацетамид образует ацетонитрил, в реакции с гипохлоритами щелочных металлов образует метиламин.

## Получение и применение
Ацетамид можно получить:
1. Реакцией этилацетата с водным раствором аммиака на холоде.
2. Разложением сухого ацетата аммония. Реакцию лучше вести в присутствии 100%-й уксусной кислоты в качестве катализатора. Можно также сплавлять сухой ацетат аммония с сухой мочевиной в качестве водоотнимающего средства (при этом выделяется аммиак и углекислый газ).
3. Пропусканием аммиака в горячий уксусный ангидрид.
4. Нагреванием смеси безводного ацетата натрия с хлоридом аммония (реакция даёт малый выход ацетамида).

Ацетамид используется в качестве пластификатора в процессах получения кожи, бумаги, плёнок и лакокрасочных материалов. Он используется как исходное вещество для получения N-хлор- и N-бромацетамидов, тиоацетамида, метиламина, ряда лекарственных средств.
Известен природный амид уксусной кислоты, являющийся минералом.

## Токсичность
Ацетамид может являться потенциально канцерогенным веществом.